# اویگن ریتر فون شوبرت
اویگن ریتر فن شوبرت (به آلمانی: Eugen Ritter von Schobert) (۱۳ مارس ۱۸۸۳–۱۲ سپتامبر ۱۹۴۱) نظامی بلندپایه آلمانی در دوره رایش سوم بود.